# 상상임신
상상임신(想像妊娠, pseudocyesis)은 여자 스스로 임신이라고 믿음으로써 나타나는 의태(擬態) 임신을 말한다.
상상임신은 실제로 임신하지 않았음에도 불구하고 월경의 중단과 함께 자궁 확장, 월경 기간의 휴지, 입덧, 젖의 분비와 같은 임신의 징후가 나타나며 그 원인으로는 심리적 상태, 복부 종양 형성, 호르몬 이상이 있다. 강아지의 경우 임신 과정상 유산인 경우는 상상임신이 성립되지 않으며, 임신하려는 징후를 가지는 증세도 유사한 과정을 거친다.